# Anthracologie
L'anthracologie est une discipline de l'archéobotanique qui repose sur l'étude des bois carbonisés (charbon de bois) mis au jour en contexte archéologique (sols, foyers, structures de maisons brûlées, etc.) ou dans des couches naturelles (charbons intégrés dans le sol après des incendies naturels ou provoqués par l'Homme).

## Applications
L'anthracologie tente de reconstituer une image locale et régionale des paléovégétations à partir des restes carbonisés d'espèces végétales ligneuses. Elle permet presque toujours une détermination générique et très souvent spécifique. Cependant, l'image de la végétation ne peut concerner que les espèces ligneuses, ce qui lui demande souvent d'être complétée par les données d'autres disciplines (palynologie, étude des phytolithes, carpologie, etc.).

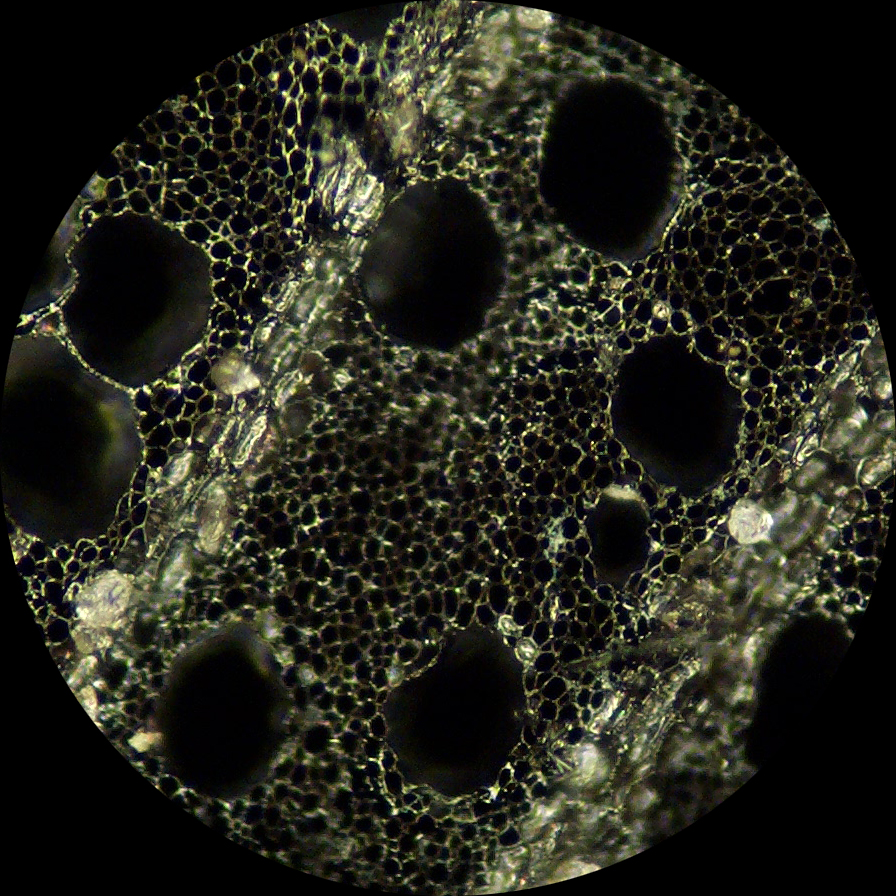
Photo au microscope d'un charbon de bois à plus fort grossissement.

Elle peut contribuer à la reconstitution des pratiques artisanales (charbonnière, métallurgie, construction, etc.) ou de comportements (stockage de combustible, utilisation de bois mort, sélection d'espèces en fonction des activités, etc.).

## Objets d'étude
Les charbons de bois peuvent provenir :
- de structures de combustion (chauffage, cuisine, lumière, artisanat, etc.) ;
- d'artéfacts carbonisés (éléments de construction, objets ou ustensiles en bois, etc.) ;
- de la combustion d'arbres et d'arbustes lors d'incendie.

S'ils ont moins de 40 000 ans, ces restes peuvent être datés directement par le carbone 14.

### Base de données
- ANTHRACO (présentation) : Base de données consacrée à l'anthracologie (paléoenvironnement, archéologie, stockage et traitement des données analytiques anthracologiques...) gérée par l'unité UMR6566 du CNRS (Consulter la base )